# Daytona Beach Shores
Daytona Beach Shores è una città degli Stati Uniti d'America, situata in Florida, nella Contea di Volusia.